# Dystrykt Mungwi
Dystrykt Mungwi – dystrykt w północno-wschodniej Zambii w Prowincji Północnej. W 2000 roku liczył 112 977 mieszkańców (z czego 49,74% stanowili mężczyźni) i obejmował 24 351 gospodarstw domowych. Siedzibą administracyjną dystryktu jest Mungwi.